# Shelton (Washington)
Shelton es una ciudad ubicada en el condado de Mason en el estado estadounidense de Washington. En el año 2000 tenía una población de 8.442 habitantes y una densidad poblacional de 586,6 personas por km².

## Geografía
Shelton se encuentra ubicada en las coordenadas 47°12′49″N 123°6′22″O / 47.21361, -123.10611.

## Demografía
Según la Oficina del Censo en 2000 los ingresos medios por hogar en la localidad eran de $32.500, y los ingresos medios por familia eran $40.392. Los hombres tenían unos ingresos medios de $33.867 frente a los $23.617 para las mujeres. La renta per cápita para la localidad era de $16.303. Alrededor del 18,9% de la población estaban por debajo del umbral de pobreza.